# کیم جون-تائه
کیم جون-تائه (انگلیسی: Kim Joon-tae) یک تکواندوکار اهل کره جنوبی است.
در سال ۲۰۰۹، او در مسابقات انتخابی کره برای شرکت در مسابقات قهرمانی جهان در جایگاه اول قرار گرفت و برای اولین بار در زندگی حرفه‌ای خود به عضویت تیم ملی تکواندو کره جنوبی درآمد. در مسابقات قهرمانی تکواندو جهان ۲۰۰۹ در کپنهاگ دانمارک، کیم مدال طلا را در کلاس سبک‌وزن (۷۴- کیلوگرم) کسب کرد. در مسابقه نیمه نهایی، او قهرمان سال ۲۰۰۵ جهان، مارک لوپز را با نتیجه ۷–۵ شکست داد و در دور دوم، دو ضربه سر سه امتیازی به حریفش وارد کرد.